# Jarosław Marycz
Jarosław Marycz (Koszalin, 17 april 1987) is een Pools voormalig wielrenner die in 2018 reed voor Wibatech Merx 7R.

## Palmares
2005
2e etappe Ronde van Lunigiana
2007
4e etappe Ronde van Loir-et-Cher
2008
 Pools kampioen tijdrijden, Beloften
Ronde van Bern
Trofeo Alcide Degasperi
GP Inda
2009
 Pools kampioen tijdrijden, Beloften
3e etappe Ronde van Slowakije
2010
 Pools kampioen tijdrijden, Elite
2013
Proloog Baltyk-Karkonosze-Tour
2014
1e etappe Ronde van Mazovië (TTT)
Eindklassement Ronde van Mazovië
2015
1e etappe (deel B) Internationale Wielerweek (TTT)
2017
2e etappe Ronde van Mazovië
2018
9e etappe Ronde van het Poyangmeer

## Resultaten in voornaamste wedstrijden
| Jaar | Ronde van Italië | Ronde van Frankrijk | Ronde van Spanje |
| ---- | ---------------- | ------------------- | ---------------- |
| 2010 |                  |                     |                  |
| 2011 |                  |                     | 149e             |
| 2012 |                  |                     |                  |
| 2013 |                  |                     |                  |
| 2014 |                  |                     |                  |
| 2015 | opgave           |                     |                  |
| 2016 |                  |                     |                  |

| Jaar | Milaan-San Remo | Ronde van Vlaanderen | Parijs-Roubaix | Amstel Gold Race | Gent-Wevelgem |  | WK op de weg |  | Wereldranglijsten |
| ---- | --------------- | -------------------- | -------------- | ---------------- | ------------- |  | ------------ |  | ----------------- |
| 2010 |                 |                      |                |                  |               |  | opgave       |  | 262e (UWK)        |
| 2011 |                 | 85e                  | 93e            |                  | 84e           |  |              |  |                   |
| 2012 |                 | 101e                 | buit.tijd      |                  | 56e           |  | 52e          |  |                   |
| 2013 |                 |                      |                |                  |               |  |              |  |                   |
| 2014 |                 |                      |                | 103e             |               |  |              |  |                   |
| 2015 | 150e            |                      |                | 118e             |               |  |              |  |                   |
| 2016 | 109e            | 69e                  |                | opgave           | opgave        |  |              |  |                   |

## Ploegen
- 2008 –  Tinkoff Credit Systems (stagiair vanaf 1-8)
- 2010 –  Team Saxo Bank
- 2011 –  Saxo Bank Sungard
- 2012 –  Team Saxo Bank-Tinkoff Bank [a]
- 2013 –  CCC Polsat Polkowice
- 2014 –  CCC Polsat Polkowice
- 2015 –  CCC Sprandi Polkowice
- 2016 –  CCC Sprandi Polkowice
- 2017 –  Domin Sport (vanaf 20-3)
- 2018 –  Wibatech Merx 7R

1. ↑  Tot eind juni heette de ploeg Team Saxo Bank, maar na het aantrekken van Oleg Tinkov als cosponsor werd de naam veranderd.